# Oxysmilia circularis
Oxysmilia circularis är en korallart som beskrevs av Stephen D. Cairns 1998. Oxysmilia circularis ingår i släktet Oxysmilia och familjen Caryophylliidae. Inga underarter finns listade i Catalogue of Life.